# Polystichum marquesense
Polystichum marquesense är en träjonväxtart som beskrevs av E. Brown. Polystichum marquesense ingår i släktet Polystichum och familjen Dryopteridaceae. Inga underarter finns listade.